# 普洛切门

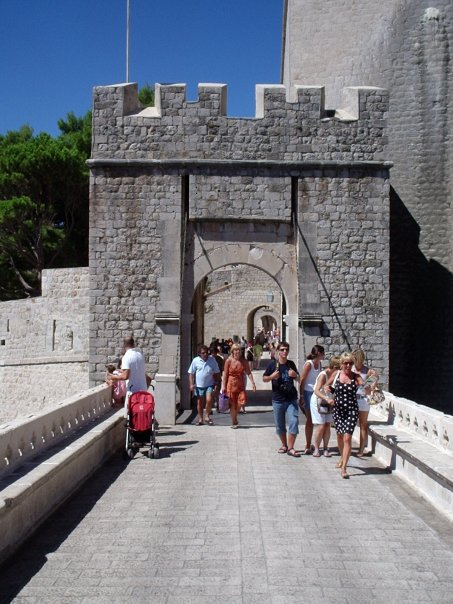

普洛切门（Vrata od Ploča）是杜布罗夫尼克城墙的东门，位于普洛切区（Ploče），是该城的第二个主要入口，由独立的拉弗林要塞保护。 普洛切门与杜布罗夫尼克城墙的西门皮拉门 （Vrata od Pila）相似，都有外门和内门，由木吊桥和跨越壕沟的双跨石桥连接。

## 历史
外门建于1628年，由建筑师米哈杰洛•赫兰扎克（Mihajlo Hranjac）设计建造。而通往拉弗林要塞的两座桥则由 Paskoje Miličević 于 15 世纪建造。Miličević 还设计了皮拉门的桥梁，这也解释了两处桥梁之间相似的原因。两处的桥上也都有主保圣人圣伯拉削的雕像。
内门为罗马式建筑风格，上面有圣伯拉削像。19世纪奥地利占领期间，内门进行改建加宽。